# Inertgas
Als Inertgase bezeichnet man Gase, die sehr reaktionsträge (inert) sind, sich also an nur wenigen chemischen Reaktionen beteiligen. Es sind Edelgase oder, wenn sie Molekülverbindungen sind, zeichnen sie sich in der Regel durch eine stark negative Standardbildungsenthalpie aus. Inertgase sind geruchlos und ungiftig, und ihre Präsenz kann durch den Geruchssinn, also ohne technische Hilfsmittel nicht direkt wahrgenommen werden.
Zu den Inertgasen gehören zum Beispiel elementare Gase wie Stickstoff, Edelgase wie Helium, Neon, Argon, Krypton, Xenon, Radon, und gasförmige Molekülverbindungen wie Schwefelhexafluorid. Ob man ein bestimmtes Gas als Inertgas bezeichnen kann, ist allerdings von der konkreten Anwendung abhängig. Beispielsweise ist Stickstoff bei Temperaturen, wie sie beim Weichlöten auftreten, als Inertgas verwendbar. Hingegen kommt es beim Schutzgasschweißen von bestimmten Stählen und Leichtmetallen wie Magnesium oder Aluminium bei den hohen Temperaturen zu einer unerwünschten chemischen Reaktion der Metalle mit Stickstoff und muss in dieser Anwendung durch Argon, welches als Edelgas auch bei höheren Temperaturen inert ist, ersetzt werden.
Inertgase finden Verwendung, um den in der Luft mit ca. 21 % enthaltenen Sauerstoff sowie in variierenden Konzentrationen enthaltene Kohlenstoffdioxid und Wasserdampf von bestimmten chemischen Reaktionen fernzuhalten. Anwendung von größeren Mengen ist beispielsweise das Spülen von Bereichen, in welchen sich vorher leicht brennbare Gase befanden und um letzte Gasreste zu entfernen, die sonst mit dem Luftsauerstoff zündfähige Gasgemische darstellen würden. Durch die Verdrängung oder deutliche Reduzierung von Sauerstoff können durch Inertgase oxidative Prozesse wie die Verbrennung, Explosionen oder auch im Bereich der Metallbearbeitung Verzunderung von Stoffen verhindert werden.

## Gefahren

Warnsymbol vor der Erstickungsgefahr von Inertgasen

Da das Überleben der meisten Lebewesen und auch das des Menschen von der Verfügbarkeit von Sauerstoff in der Atemluft abhängt, sind bei dem Umgang von größeren Mengen reiner Inertgase, besonders in geschlossenen Räumlichkeiten, einschlägige Sicherheitsregeln einzuhalten. Kohlendioxid zum Beispiel führt bei zu hoher Konzentration in der Atemluft zu einem deutlichen Erstickungsgefühl. Bei Inertgasen jedoch besteht durch die Sauerstoffverdrängung die Gefahr einer bewusst nicht wahrnehmbaren Asphyxie. Bei allen Inertgasen kommt es in Folge zu einer Bewusstlosigkeit und Tod durch Erstickung. Pro Jahr kommt es in Deutschland zu einigen tödlichen Arbeitsunfällen in Zusammenhang mit Inertgasen mit den Hauptursachen von nicht korrekt angewendeten Arbeitsanweisungen und ungenügender Schulung der betroffenen Mitarbeiter, in Kombination von technischen Gebrechen wie Leckagen von Gasflaschen und Schläuchen oder dem Auslaufen und plötzliche Verdampfen größerer Mengen verflüssigter, kalter Gase wie Stickstoff aus Dewargefäßen in unzureichend belüfteten Räumen.

## Explosionsschutz

### Schifffahrt
Bei Tankern wird beim Herauspumpen (Löschen) der brennbaren Flüssigladung zum Auffüllen des entstehenden Restvolumens im Tank Inertgas eingefüllt, um zu verhindern, dass ein explosives Luft-Gas-Gemisch entsteht, welches durch Funken gezündet werden könnte. Hierzu werden in der Öltankerfahrt die inerten Abgase der Hauptantriebsanlage verwendet (Dieselmotorabgase beim Motorschiff oder Kesselabgase beim Turbinenschiff).
Auf Flüssiggastankern sind spezielle Inertgasanlagen installiert, da die qualitativen Anforderungen an das Inertgas höher sind als in der Öltankerfahrt. In einer Brennkammer wird schwefelarmes Dieselöl so verbrannt, dass der Restsauerstoffgehalt im Abgas 0,2 Vol.-% nicht übersteigt. Anschließend werden mittels Seewasser Rußpartikel und wasserlösliche Substanzen ausgewaschen. Danach wird das Gas mit Hilfe einer Kälteanlage (Kältetrockner) auf 8 bis 10 °C abgekühlt, dabei kondensiert das im Gas enthaltene Wasser und wird über einen Abscheider entfernt. Dem so vorgetrockneten Gas wird anschließend in einem Adsorptionstrockner die Restfeuchte entzogen, um den je nach Ladung geforderten Taupunkt sicherzustellen, so muss in der LNG-Fahrt ein Taupunkt ≤ −40 °C sichergestellt werden. Zum Inertisieren der Barrieren wird in der Flüssiggasschifffahrt Stickstoff verwendet. Dieser wird entweder in flüssiger Form mittels Tankwagen an Bord geliefert und dort je nach Bedarf verdampft oder mittels Membrananlagen an Bord aus der Luft gewonnen.

### Flugzeuge
Ähnlich wie in der Schifffahrt werden auch die Treibstofftanks von Kampfflugzeugen zusätzlich mit einem inerten Gas befüllt, um Feuer und Explosion zu verhindern. Hierbei wird trockener Stickstoff verwendet.
Nach einem Boeing-747-Absturz im Jahr 1996, der durch Explosion eines Treibstofftanks durch Funkenbildung der Tankelektrik verursacht wurde, wurde diskutiert, dies auch in der zivilen Luftfahrt zu praktizieren. Daneben sucht man nach Möglichkeiten, das Kerosin so zu beeinflussen, dass es unter den im Tank herrschenden Bedingungen unbrennbar oder zumindest schwer entflammbar ist.

### Chemische Industrie
Inertgase werden in der chemischen Industrie in Lagertanks als Explosionsschutz beaufschlagt, außerdem werden sie als Schutzgas zur Produktionssicherung verwendet. Zudem sind Schutzgase auch beim präparativen Arbeiten im chemischen Labor oft von großer Bedeutung. So ermöglichen sie z. B. Reaktionsführungen mit Stoffen, die sich bei Kontakt mit Luftsauerstoff oder Luftfeuchtigkeit sofort zersetzen würden. Hierzu wird oft nur innerhalb des Reaktionsgefäßes (z. B. Schlenk-Kolben) die Luft durch ein Schutzgas ersetzt.

## Tierschlachtung
Inertgase werden auch zur Betäubung vor der Tötung von Schlachttieren wie Schweinen im Rahmen der industriellen Schlachtung eingesetzt. Primär wird dabei Kohlendioxid in einer Gasgrube mit einem Paternostersystem ohne Gasschleusen eingesetzt. Das Kohlendioxid hat bei der Tiertötung aber den Nachteil, dass die Tiere einen qualvollen Erstickungstod erleiden, da von Kohlendioxid in den Organismen starke Erstickungsreize ausgelöst werden. Experimentell und auch schonender erfolgt die Erstickung der Schlachttiere mit Argon, Stickstoff oder Helium. Diese Verfahren sind aber teurer und erfordern eine technisch aufwändigere Infrastruktur wie Gasschleusen im Schlachtbereich.

## Weitere technische Anwendungen
- Brandschutz: zur Brandbekämpfung in Inertgas-Löschanlagen (z. B. in Rechenzentren) oder zum präventiven Brandschutz durch Inertisieren in aktiven Brandvermeidungssystemen
- Chemische Synthese, wenn Reaktionskomponenten (z. B. metallisches Lithium) ungewollt mit Bestandteilen der Luft reagieren würden (Schutzgas- oder Schlenktechnik)
- Verpackungstechnik, zur Verlängerung der Haltbarkeit von Lebensmitteln
- Schweißen, dort wird Argon als Schutzgas eingesetzt
- Reflow-Löten, dort wird Stickstoff eingesetzt
- In Gasanlagen, z. B. zur Dichtheitsprüfung
- Arbeiten im sogenannten Handschuhkasten
- In Glühlampen, um das Verglühen der Wendel zu verhindern
- Gaschromatographie, dort Einsatz als mobile Phase (Trägergas)
- Anästhesie, dort wurde das Lachgas lange Zeit als Inertgas betrachtet und aus diesem Grund nicht in die toxikologische Beurteilung der Narkosegasexposition des Anästhesiepersonals einbezogen
- Tauchen, dort werden Helium und Neon in Atemgasmischungen eingesetzt, um einer Stickstoffnarkose vorzubeugen
- Als Antriebsmethoden für die Raumfahrt in Raumsonden oder Raumstationen, meist für Steuerungsdüsen als auch einzige Antriebsquelle
- Dekompressionsmodelle, simulieren die Sättigung durch Inertgase (meist Stickstoff) in unterscheiden Körpergeweben.
- Todesstrafe (USA): In den US-amerikanischen Bundesstaaten Oklahoma, Alabama und Mississippi ist die Erstickung mit Inertgas (Stickstoff) als hilfsweise Hinrichtungsmethode richterlich zugelassen.[4] Januar 2024 erstmals angewendet, als Tötungsart umstritten.